# Jean Lefranc (homme politique)
Ne doit pas être confondu avec Jean Lefranc (1927-2015), philosophe français.
Jean Lefranc, né le 21 mars 1898 à Saint-Pol-sur-Ternoise (Pas-de-Calais) et mort le 20 septembre 1973 à Arras (Pas-de-Calais), est un homme politique français.

## Biographie
Avocat à Arras, il s'engage en politique au moment de la création du RPF.
Élu conseiller municipal d'opposition à Arras en 1947, il devient conseiller général en 1949 puis député de la deuxième circonscription du Pas-de-Calais en 1951.
Pendant ce premier mandat, il participe notamment au règlement de la question des « malgré-nous » en contribuant à la loi Maurice Viollette. Il défend aussi l'usage de l'espéranto.
Situé à l'aile droite du mouvement gaulliste, il se représente aux législatives de 1956 comme « indépendant et paysan », se réclamant d'Antoine Pinay et d'Edgar Faure.
Réélu, il siège au groupe des Indépendants et paysans d'action sociale. 
Bien qu'ayant soutenu le retour de Charles de Gaulle au pouvoir, il ne se représente pas aux législatives de 1958.

## Détail des fonctions et des mandats
Mandat parlementaire
- 17 juin 1951 - 1er décembre 1955 : député du Pas-de-Calais
  - Élu dans la deuxième circonscription au scrutin de liste (le Pas-de-Calais est alors découpé en deux circonscriptions, le département dépassant le seuil de 10 sièges à pourvoir)
- 2 janvier 1956 - 8 décembre 1958 : député du Pas-de-Calais

Mandats locaux
- à partir d'octobre 1947 : conseiller municipal d'Arras
- mars 1949 - juin 1961 : conseiller général du canton d'Arras-Nord